# Afrikai fügelégy
Az afrikai fügelégy (Zaprionus indianus) a valódi légyalakúak közé sorolt homlokréses legyek harmatlégyféléknek (muslicáknak) nevezett családjának egyik neme, a köznyelvi nevezéktan szerint a gyümölcslegyek egyik faja. A 21. század elején a névadó, harmatlégy (Drosophila) nem részének tekintik, mivel a genetikai vizsgálatok eredményeként kiderült, hogy az nem monofiletikus.

## Származása, elterjedése

Vörös — hagyományos elterjedése; zöld — betelepült

Közép-Afrikából származik, de intenzíven terjeszkedő, betelepült inváziós fajként 2010-ra már az amerikai kontinens nagyobbik (trópusi, illetve meleg mérsékelt éghajlatú) részén megtalálható. Az ezredforduló táján a Mediterráneum északi részéről észak felé is terjeszkedik. Terjeszkedésének fő módszere a gyümölcsexport. 2024-ig Európában:
- Spanyolország ból (Kanári-szigetek, Andalúzia),
- Ciprusról,
- Franciaországban,
- Olaszországban és
- Ausztriából mutatták ki,

aminek alapján hazai feltűnése is várható.

## Megjelenése, felépítése
Hasonlít a hazánkba már betelepült pettyesszárnyú muslicáéhoz (Drosophila suzukii). Ettől a fejétől potrohig húzódó, közel párhuzamos vonalakn alapján különböztethető meg.

## Életmódja, élőhelye
Bár nevét a fügéről kapta, nem fajspecifikus kártevő. Nagyjából 80 gazdanövénye van, a füge mellett egyebek közt  az őszibarack, az eper, a málna, a szeder, a nektarin, a szilva és a szőlő. A gyümölcslegyek többségéhez hasonlóan az érett, illetve erősen túlérett gyümölcsöket kedveli, ezért a gyümölcs ellene vegyszeresen nem védhető.
Egyes tanulmányok szerint csak a trópusokon és a meleg mérsékelt égövben képes áttelelni, más kutatók szerint alkalmazkodik a hűvösebb éghajlathoz is. Főleg másodlagos kártevő, amely petéit (akár 60–70 darabot is) az érett gyümölcsök mechanikai sérüléseire rakja.
Sikeres szaporodásához legalább 12–13°C kell, kifejlődéséhez az optimális hőmérséklet 28°C vagy több. Az időjárástól függően egy évben 12–16 között nemzedéke röpülhet.